# パンター (アメリカンフットボール)

パント隊形、Pがパンター

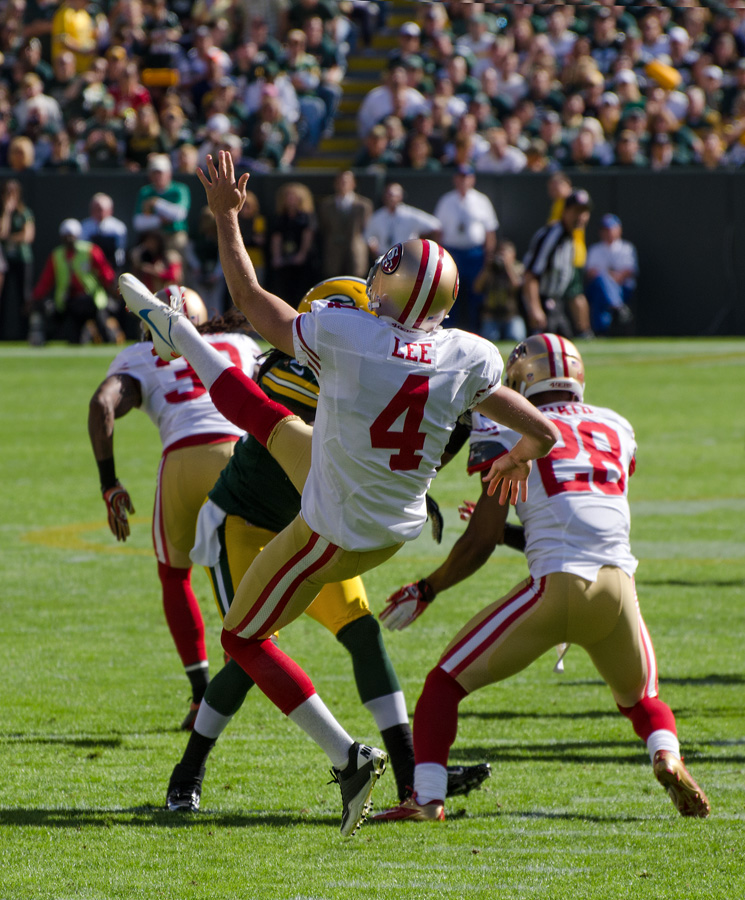
パントを蹴る49ersのアンディー・リー

パンター (P)は、アメリカン・フットボールやカナディアン・フットボールにおいて、スクリメージライン上からのスナップを直接受け取り、陣地の回復のためにパントキックを蹴る選手である。アメリカン・フットボールにおいては第4ダウンに登場することが多く、稀にパントを蹴らず、パスプレーやランプレーを仕掛けるフェイクパントをすることがある。また、パンターは、ほとんどの場合、自軍の攻撃が失敗に終わった時に陣地を回復するために登場するため、チームの調子が悪い時に目立つ傾向にある。

## 技術
パンターは、相手チームにリターンさせないために滞空時間（ハングタイムと呼ばれる）の長いキックをすることが求められる。NFLにおいて、標準的なパント距離は42ヤードでフェアキャッチ（リターンしないという意思表示）がコールされるものやアウト・オブ・バウンズに出るもの（着地後のランは除く）であるとされる。目指すべき滞空時間は最低でも4.20秒であるとされる。5秒を超える滞空時間のパントは、素晴らしいパントとして評価される。また、リターナーがパントを取り損ねることによって、攻撃権を奪い返せる可能性があるので、パンターはボールに激しい回転をかけて、ファンブルを誘う。

### コフィンコーナー
コフィンコーナーとは、エンドゾーンから5ヤード以内のサイドラインを意味する。パントキックが選手に触れることなくアウト・オブ・バウンズに出た場合、ボールがサイドラインと交差した地点から、相手チームは攻撃を再開する。そのため、パントキックをコフィンコーナーからアウト・オブ・バウンズに出た場合、攻撃側チームはセイフティを奪われる危険性がある自陣5ヤード以内から、攻撃を再開することになる。

## 役割

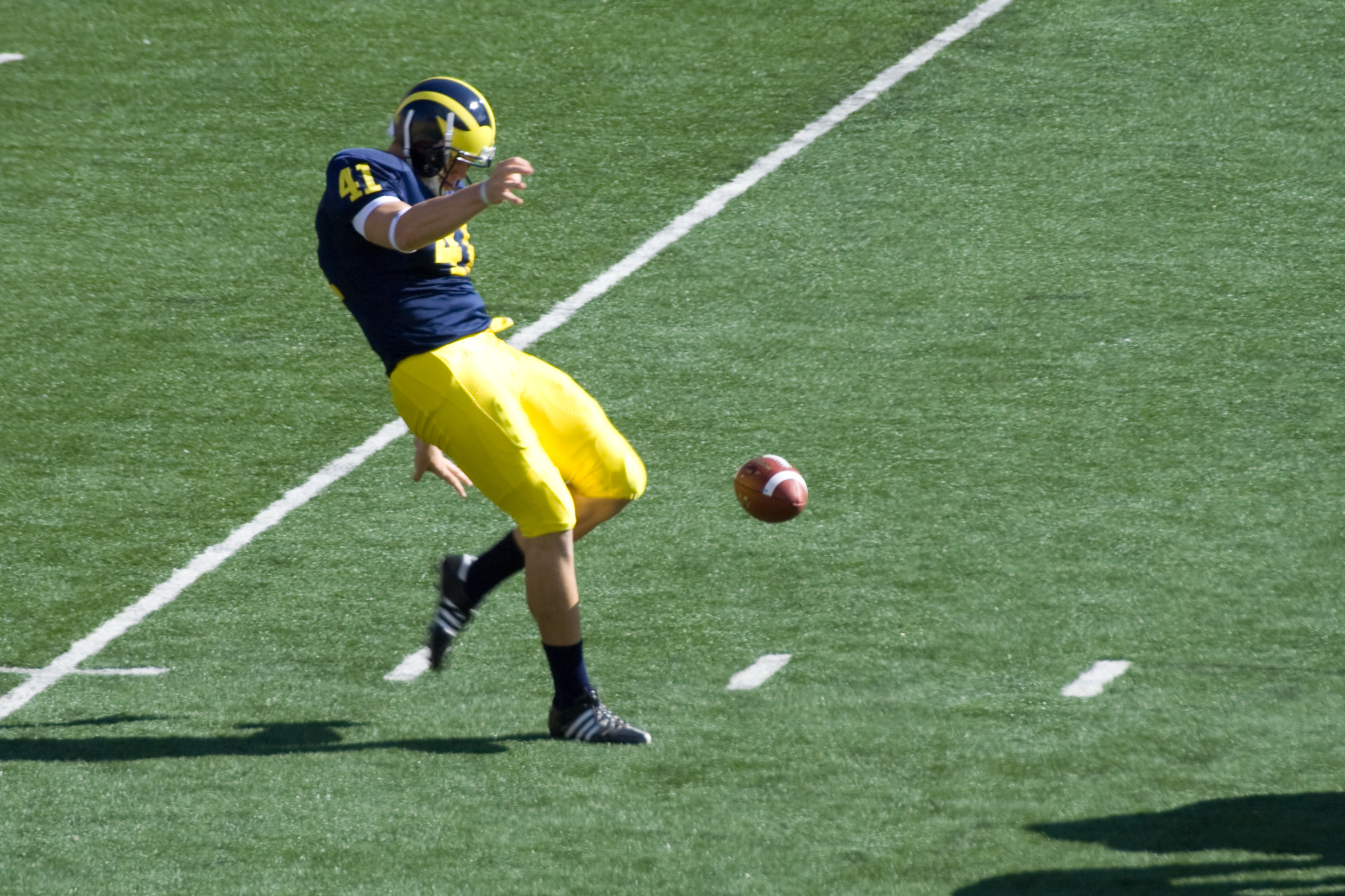
パントを蹴るミシガン大学のゾルタン・メスコ（2008年）

パンターは、陣地回復のためのパントキックを蹴ることを役割とするポジションであるが、以下の様な役割もチーム内で負う。

### ホルダー

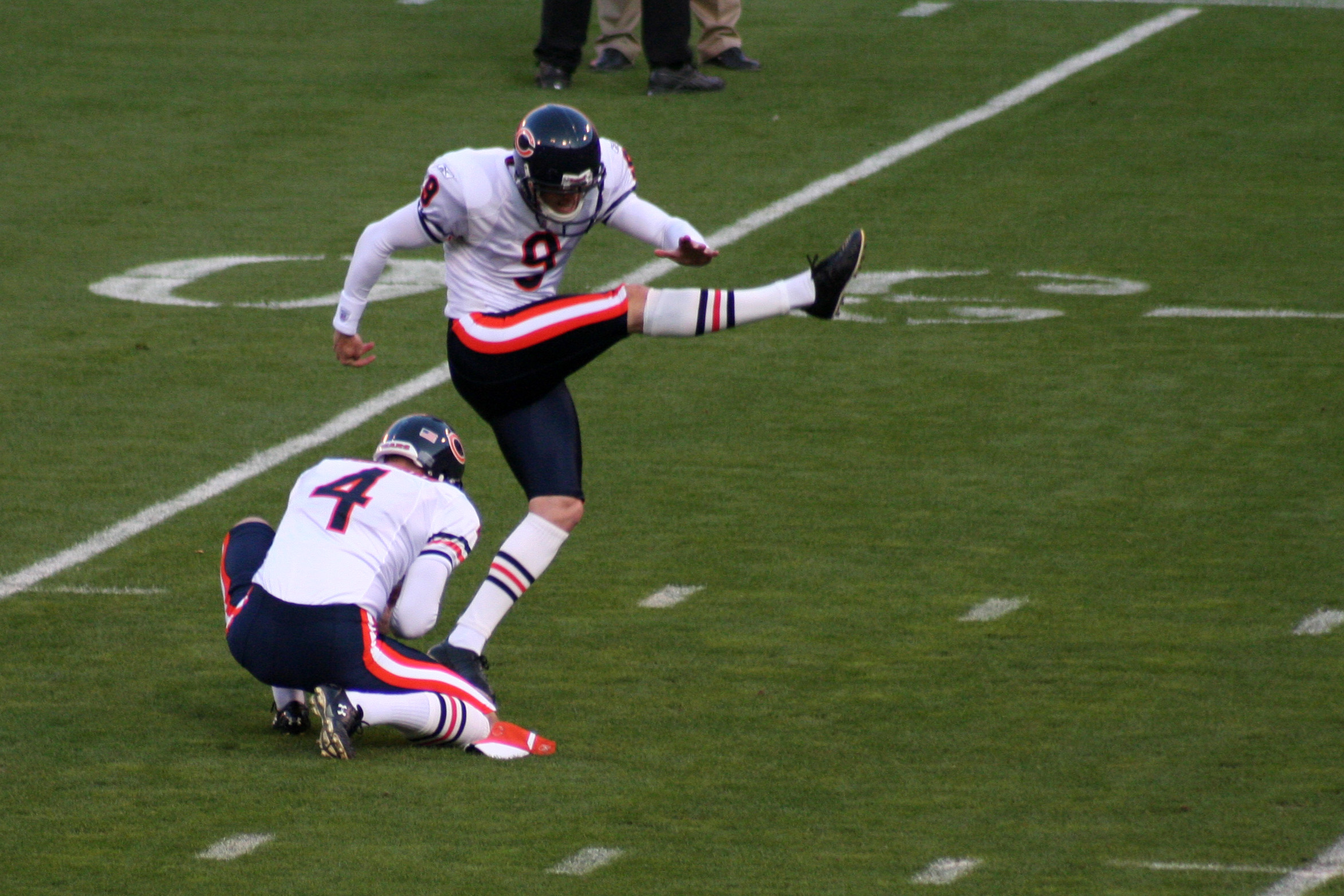
ホルダーを務めるベアーズのパンターブラッド・メイナード(4番)

パンターは、フィールドゴールのボールホルダーとしての役割を担うことが近年多くなってきている。これまでは、控えクォーターバックがホルダーを務めることが多かったが、控えクォーターバックの役割がチームで増大し、ホルダーの練習をする時間を割けなくなることが多くなったことから、パンターがホルダーを担うことになった。

### フェイクプレーにおける役割
フィールドゴールを蹴ると見せかけて、パスプレーに移行する形のフェイクフィールドゴールではホルダー役のパンターがパスを投げることが多い。また、フェイクパントプレーにおいてもボールを受け取った瞬間にパスプレーに移行することがあるため、パンターはパスの練習をすることもある。

### チーム内の位置づけ
パンターはボールを蹴るポジションであり、ボールを蹴ることについての知識を有していることから、同じチームのキッカーと技術を共有することやキックの研究をすることが多く、キッカーの役割をこなすパンターも多くいる。

## 選手寿命
パンターは他のポジションに比べ、選手寿命が長い。パンターはフィールドに立つ時間が短く、相手選手からタックルを受けにくいポジションであり、怪我が少ないということが理由の一つとして考えられる。ショーン・ランデタは、19シーズン現役を続け、ジェフ・フィーグルスは22シーズン現役を続けた。
その一方で、怪我の少ないポジションであることから、各チームで控えパンターを置くチームはほとんどなく、選手寿命の長さから引退も頻繁には生じないので、新人選手がリーグに入っていくのが難しいポジションである。

## 通算記録
ジェフ・フィーグルスが1988年から2009年に掛けて、5チームを渡り歩いて樹立した71,211ヤードがNFL記録である。

## ドラフトでの地位
オークランド・レイダースのパンターであったレイ・ガイが、純粋にパンターとしてドラフト1巡目指名を受けた唯一の選手であり、純粋にパンターとして殿堂入りした唯一の選手である。ラッセル・アークスレーベンはセインツからパンターとしてドラフト1巡目11番目の指名を受けたが、キッカーとしての役割も負っていた。1970年代にレイダースがガイの活躍により、キッキングゲームで成功を収めたことによって、パンターの地位が上がったとされている。レイダースでガイを指導したジョン・マッデンは、「彼（ガイ）は殿堂入りを成し遂げることで、他のパンターたちへその道を開いたのだ」と評している。